# (4799) Hirasawa
(4799) Hirasawa est un astéroïde de la ceinture principale.

## Description
(4799) Hirasawa est un astéroïde de la ceinture principale. Il fut découvert le 8 octobre 1989 à Kani par Yoshikane Mizuno et Toshimasa Furuta. Il présente une orbite caractérisée par un demi-grand axe de 2,47 UA, une excentricité de 0,13 et une inclinaison de 0,6° par rapport à l'écliptique.

## Compléments